# Shahbad
Shahbad è una città dell'India di 37.130 abitanti, situata nel distretto di Kurukshetra, nello stato federato dell'Haryana. In base al numero di abitanti la città rientra nella classe III (da 20.000 a 49.999 persone).

## Geografia fisica
La città è situata a 30° 10' 6 N e 76° 52' 12 E e ha un'altitudine di 258 m s.l.m..

## Società

### Evoluzione demografica
Al censimento del 2001 la popolazione di Shahbad assommava a 37.130 persone, delle quali 19.769 maschi e 17.361 femmine. I bambini di età inferiore o uguale ai sei anni assommavano a 4.251, dei quali 2.474 maschi e 1.777 femmine. Infine, coloro che erano in grado di saper almeno leggere e scrivere erano 27.142, dei quali 15.116 maschi e 12.026 femmine.